# Acacia difformis
Acacia difformis là một loài thực vật có hoa trong họ Đậu. Loài này được R.T.Baker miêu tả khoa học đầu tiên.